# Zied Bhairi
Zied Bhairi, né le 5 février 1981 à Tunis, est un footballeur tunisien.

## Clubs
- juillet 2001-janvier 2008 : Espérance sportive de Tunis (Tunisie)
- janvier-juillet 2008 : SpVgg Greuther Fürth (Allemagne)
- juillet 2008-juillet 2009 : CF Gloria Bistriţa (Roumanie)
- juillet 2009-? : Al Tahaddy Benghazi (Libye)

## Palmarès
- Championnat de Tunisie : 2001, 2002, 2003, 2004, 2006
- Coupe de Tunisie : 2006